# 조도초등학교 옥도분교
조도초등학교 옥도분교는 대한민국 전라남도 진도군 조도면 옥도리에 있었던 초등학교 분교이다.

## 연혁
- 일자미상 상도국민학교 옥도분교 설립 인가
- 1965년 11월 18일 옥도분교장 개교
- 1967년 4월 1일 도서벽지학교 '을'급 지정
- 1968년 5월 1일 도서벽지학교 '갑'급 조정
- 1973년 3월 1일 도서벽지학교 '갑'급 재지정
- 1986년 1월 1일 도서벽지학교 '가'급 조정
- 1996년 3월 1일 상도초등학교 옥도분교 개편
- 1998년 3월 1일 조도초등학교 옥도분교 개편
- 1998년 3월 30일 폐교 및 조도초등학교 통폐합